# La venganza de Analía
La venganza de Analía es una serie de televisión colombiana de drama político producida por CMO Producciones para Caracol Televisión en 2020.
La primera temporada está protagonizada por Carolina Gómez y George Slebi,con las participaciones antagónicas de Marlon Moreno, Juliana Galvis, Alejandro Gutiérrez, Juan Alfonso Baptista y Juan Manuel Oróstegui. Además cuenta con las actuaciones especiales de Ana Wills, Edwin Maya, Viviana Santos, Andrea Gómez, Carolina Cuervo, María Cecilia Botero y el primer actor Mauricio Figueroa.La segunda temporada está protagonizada por Carolina Gómez y George Slebi, con las participaciones antagónicas de Marlon Moreno y Paola Turbay. 
La primera temporada de la serie se estrenó el 15 de abril de 2020 y finalizó el 3 de julio de 2020. La segunda temporada se estrenó el 21 de mayo de 2025.

## Reparto

### Primera temporada
- Carolina Gómez como Analía Guerrero / Ana Lucía Junca / Ana Lucía Mejía Junca
- George Slebi como Pablo de la Torre Castiblanco
- Marlon Moreno como Guillermo León Mejía Cervantes
- Geraldine Zivic como Rosario Castiblanco de Mejía Esposa de Guillermo León Mejía
- María Cecilia Botero como Eugenia Castiblanco Luque de De la Torre
- Andrea Gómez como Dora Serna "Dorita"
- Juliana Galvis como Carolina Valencia
- Kristina Lilley como Andrea Correa / Susana Guerrero
- Edwin Maya como Juan Mario Mejía Castiblanco
- Viviana Pulido Santos como Sofía Mejía Castiblanco
- Ana Wills como Alejandra Mejía Castiblanco
- Alejandro Gutiérrez como Santiago Castiblanco
- Michelle Manterola como Isabella Aponte
- Juan Alfonso Baptista como Mark Salinas
- Santiago Felipe Gómez como Benjamín Nieto "Benji"
- Carolina Cuervo como Liliana Camargo
- Matías Maldonado como Andrei Robiras "Toto"
- Mauricio Figueroa como Manuel José de la Torre
- Juan Manuel Oróstegui como Jairo "el Ingeniero"
- John Ceballos como Edgar Aponte
- Ricardo Mejía como David de la Torre Castilblanco
- Ana María Sánchez como Fabiola Contreras
- Orlando Valenzuela como Ramiro Pérez
- Julieta Villar como Helena de la Torre Valencia
- Manuel Sarmiento  como Salvador Suárez
- Gerardo Calero como Mariano Ortega
- Jimena Durán como Magda Meneses
- María Elvira Arango como Sacha
- Adriana Silva como Mónica Ramos

### Actuaciones especiales
- Brian Moreno como Guillermo León Mejía "Memo" (joven)
- Rebeca Milanés como Darelis Junca
- María Fernanda Duque como Ana Lucia Junca "Rana" (niña)
- Jacobo Díez como Pablo de la Torre Castiblanco (niño)
- Jerónimo Barón como David de la Torre Castiblanco (niño)
- Carlos Camacho como Manuel José de la Torre (joven)
- Adelaida Buscató como Eugenia Castiblanco de De la Torre (joven)
- Mariana Fernández como Rosario Castiblanco de Mejía (joven)
- Marisol Correa como Andrea Correa (joven)
- Juan David González como Santiago Castiblanco (joven)
- Ariana Ovalle como Dora Serna "Dorita" (niña)
- Jeshua Rico como Andrei Robiras "Toto" (niño)
- Alejandra Villamizar como Fabiola Contreras (joven)
- Diego Mateus como el Teniente Agustín Bahamón
- Alex Quiroga como Carrasco
- Felipe Estupiñán como Laso
- Diego Sarmiento como Ramiro Cuéllar
- Julián Mora como "Tarántula"
- Obeida Benavides como Doña Nidia
- Lily Colombia como Gisella Castiblanco
- Edgar Rodríguez
- Vladimir Bernal

### Segunda temporada
- Carolina Gómez como Analía Guerrero / Ana Lucía Junca / Ana Lucía Mejía Junca
- George Slebi como Pablo De La Torre Castiblanco
- Marlon Moreno como Guillermo León Mejía
- Paola Turbay como Paulina Peña
- Helena Mallarino como Andrea Correa / Susana Guerrero
- Julieta Villar como Helena De La Torre Valencia
- María Cecilia Botero como Eugenia Castiblanco de De La Torre
- Edwin Maya como Juan Mario Mejía Castiblanco
- Viviana Pulido Santos como Sofía Mejía Castiblanco
- Ana Wills como Alejandra Mejía Castiblanco
- Alejandro Gutiérrez como Santiago Castiblanco
- Juliana Galvis como Carolina Valencia
- Andrea Gómez como Dora Serna "Dorita"
- Matías Maldonado como Andrei Robiras "Toto"
- Manuel Prieto como Benjamín Nieto "Benji"
- Ana María Sánchez como Fabiola Contreras
- Gerardo Calero como Mariano Ortega
- Roberto Manrique como Sebastián Casas
- Felipe Calero como Jaime Rosales
- Ángela Piedrahíta como Laura
- María Muñoz como Luna
- Jimena Durán como Magda Meneses
- Marcela Agudelo como Elvira de Ortega
- Juan Manuel Lenis como Psiquiatra
- Adriana Silva como Mónica Ramos
- Javier Sáenz como Pedro Álamo
- Carlos Mariño como Javier Melgarejo
- Margarita Amado como Lucía de Álamo
- María Camila Giraldo como Carmen González
- Andrés Bermúdez como Detective Martínez
- Maia Landaburu como Lucila
- Luly Bossa como Villana
- Saín Castro como Camilo Aponte
- Fernando Lara como Pereiro
- Giovanna Andrade como Sara
- Giancarlo Mendoza como Carlos Delgado "El Escorpión"
- Sebastian Mogollón como General
- Horacio Tavera como Juvenal
- Christian Gómez Vélez como doctor Cristián
- Felipe Giraldo como Alberto Puentes
- Jenny Vargas como señora de Puentes

### Actuaciones especiales
- Adriana Bustos  como María de Rosales "Primera Dama"

## Premios y nominaciones

### Premios India Catalina
| Año  | Categoría                                                              | Nominado(a)                           | Resultado |
| ---- | ---------------------------------------------------------------------- | ------------------------------------- | --------- |
| 2021 | Mejor telenovela, serie o miniserie                                    | Mejor telenovela, serie o miniserie   | Pendiente |
| 2021 | Mejor producción favorita del público                                  | Mejor producción favorita del público | Pendiente |
| 2021 | Mejor actriz protagónica de telenovela, serie o miniserie              | Carolina Gómez                        | Ganadora  |
| 2021 | Mejor actor antagónico de telenovela, serie o miniserie                | Marlon Moreno                         | Ganador   |
| 2021 | Mejor talento favorito del público                                     | Marlon Moreno                         | Pendiente |
| 2021 | Mejor actriz antagónica de telenovela, serie o miniserie               | Juliana Galvis                        | Pendiente |
| 2021 | Mejor actor de reparto de telenovela, serie o miniserie                | Edwin Maya                            | Pendiente |
| 2021 | Mejor talento infantil de la industria audiovisual nacional            | María Fernanda Duque                  | Pendiente |
| 2021 | Mejor director de telenovela, serie o miniserie                        | Camilo Vega, Lucho Sierra             | Ganadores |
| 2021 | Mejor libreto de telenovela, serie o miniserie (original o adaptación) | Claudia Sánchez, Said Chamie          | Pendiente |
| 2021 | Mejor director o directora de arte                                     | Ana Paula Zamudio                     | Pendiente |
| 2021 | Mejor fotógrafo                                                        | Lukas Cristo, Carlos Andrés López     | Pendiente |
| 2021 | Mejor editor                                                           | Mario Cortés, Alejandro Arias         | Pendiente |